# جيمس ألويسيوس هيكي
جيمس ألويسيوس هيكي (بالإنجليزية: James Aloysius Hickey)‏ هو كاهن كاثوليكي أمريكي، ولد في 11 أكتوبر 1920 في ميدلاند في الولايات المتحدة، وتوفي في 24 أكتوبر 2004 في واشنطن العاصمة في الولايات المتحدة.